# Rijksstad Memmingen
De rijksstad Memmingen was een tot de Zwabische Kreits behorende rijksstad binnen het Heilige Roomse Rijk.

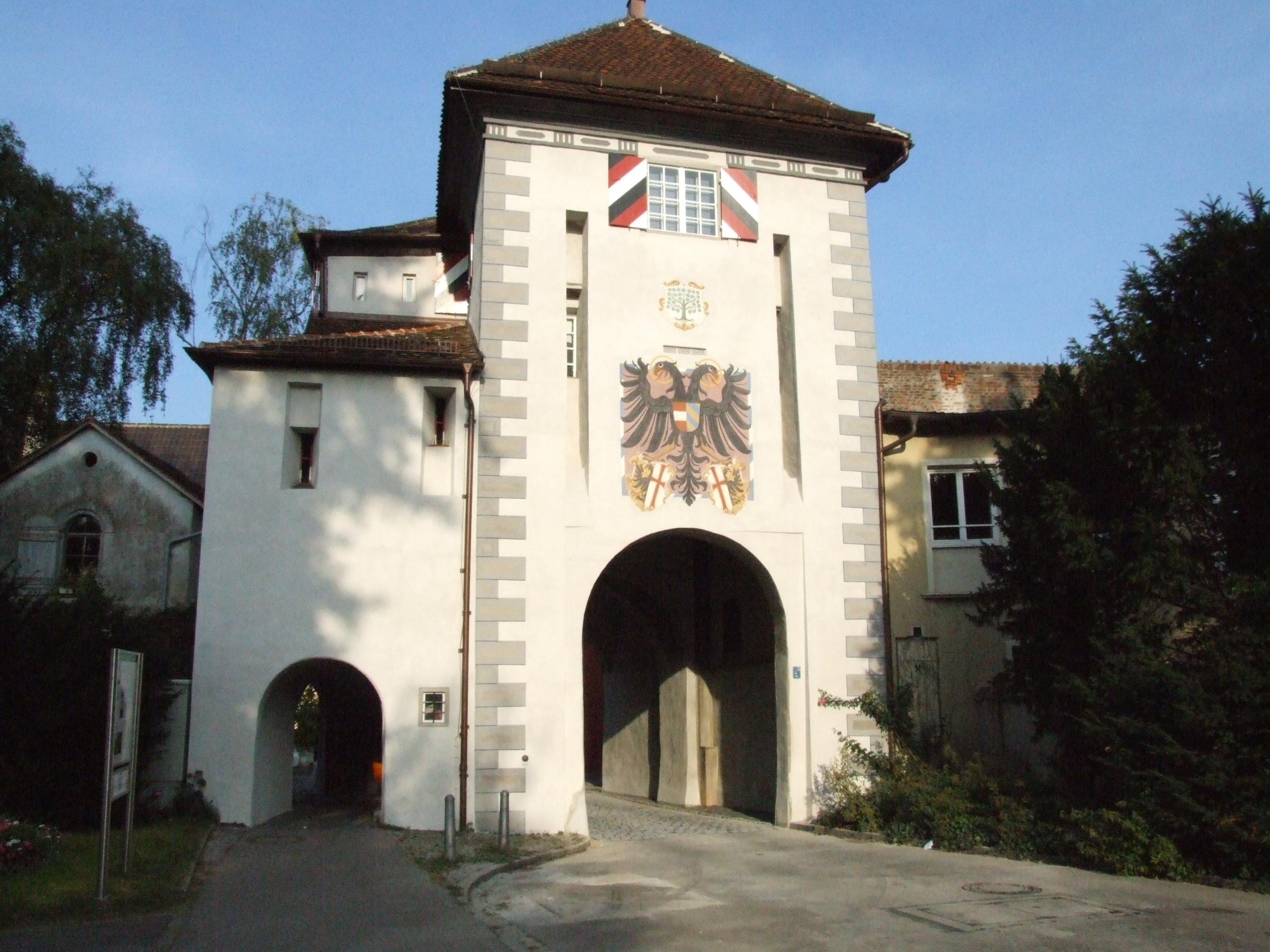
Lindauer Poort (1371; na de Dertigjarige Oorlog herbouwd)
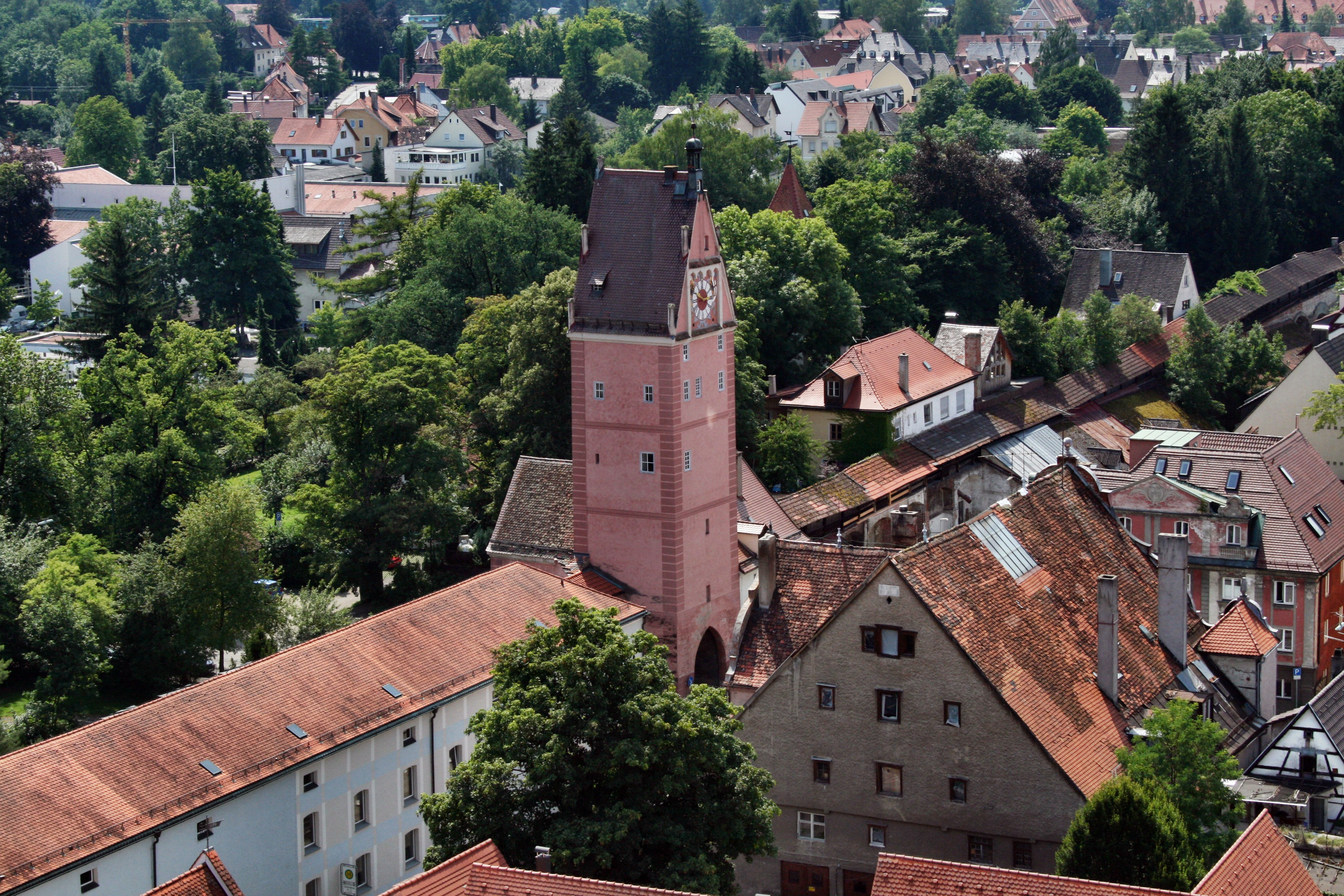
Gezicht op de Kempter Poort (1395)
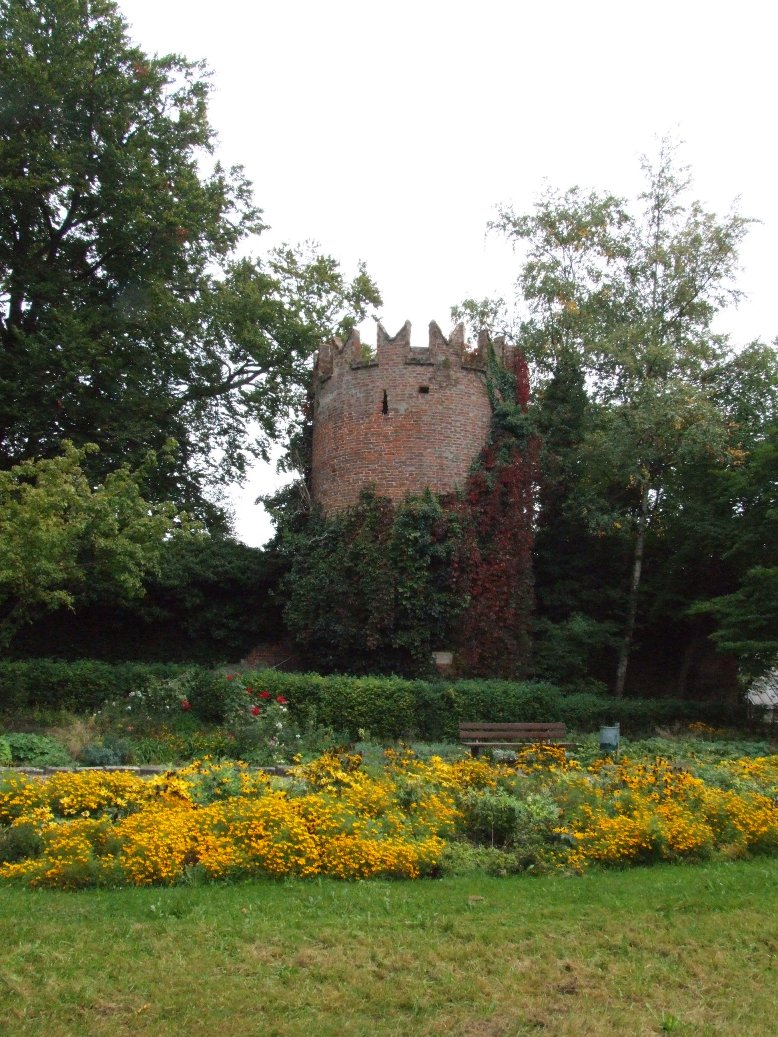
Schwalbenschanzturm (Zwaluwstaarttoren, gebouwd in 1445)
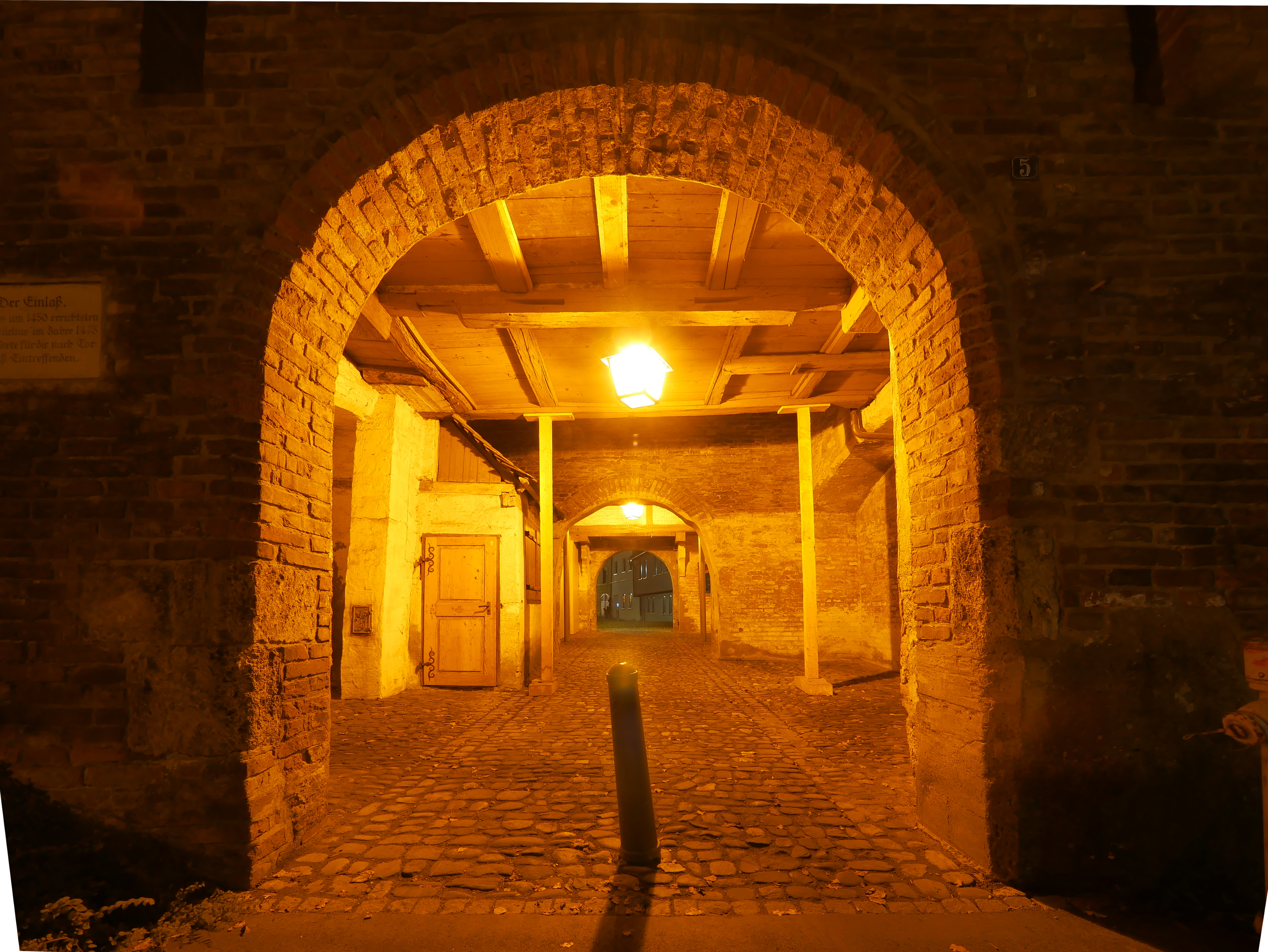
De nachtpoort Einlass (1475)
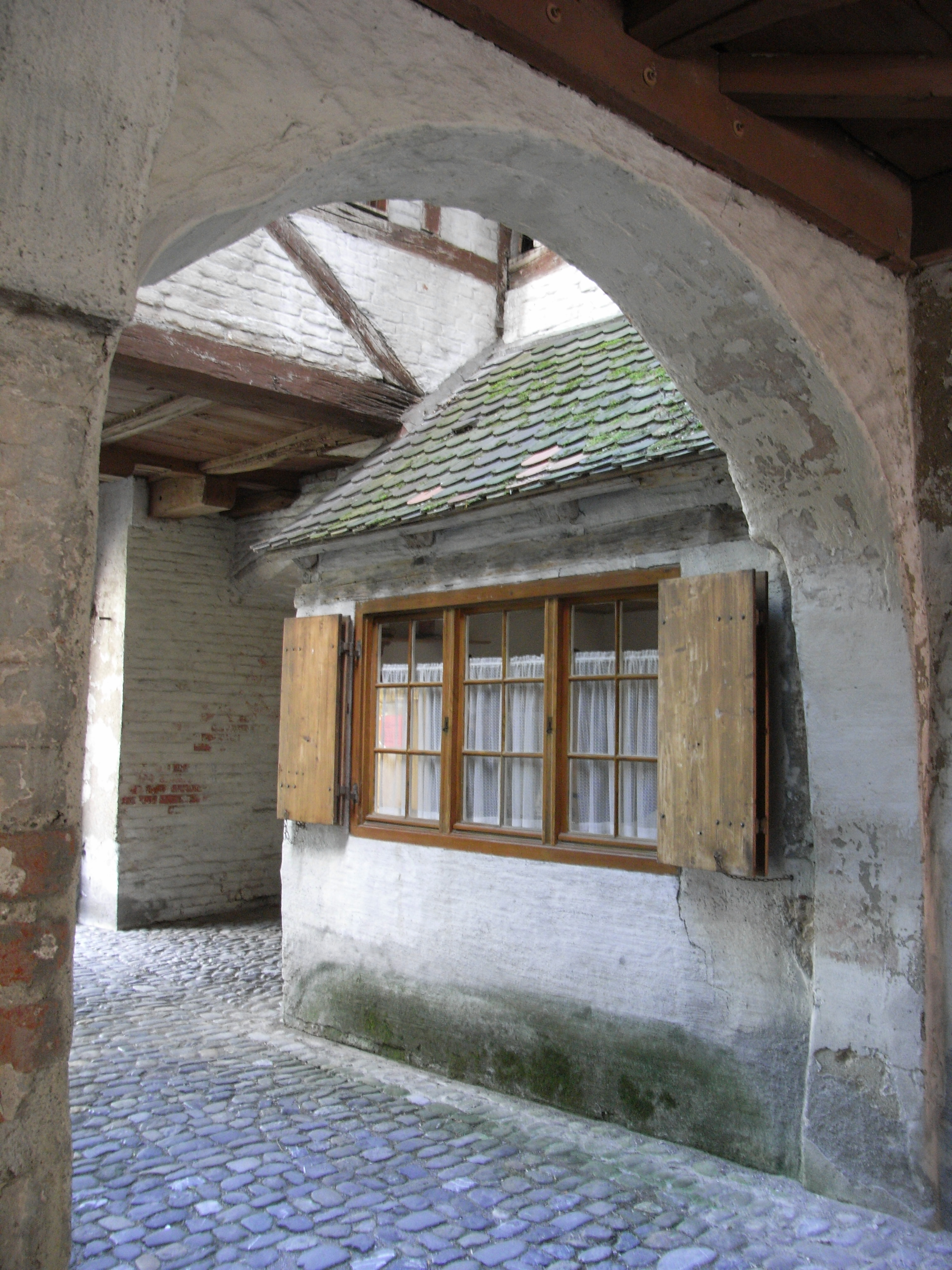
Poortwachtershuisje in de Einlass
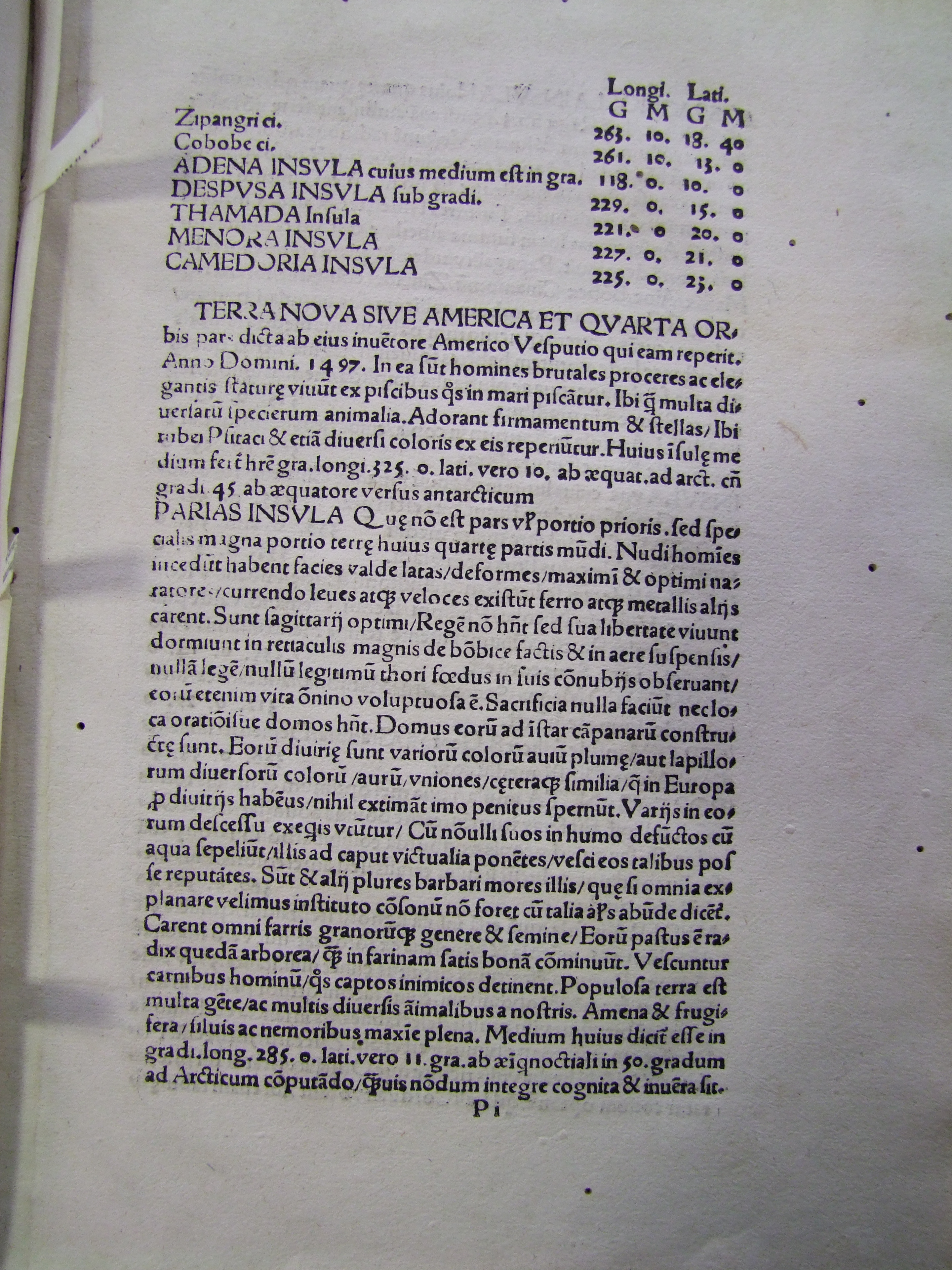
Bladzijde uit een in 1519 te Memmingen gedrukt boek, met daarin het woord AMERICA
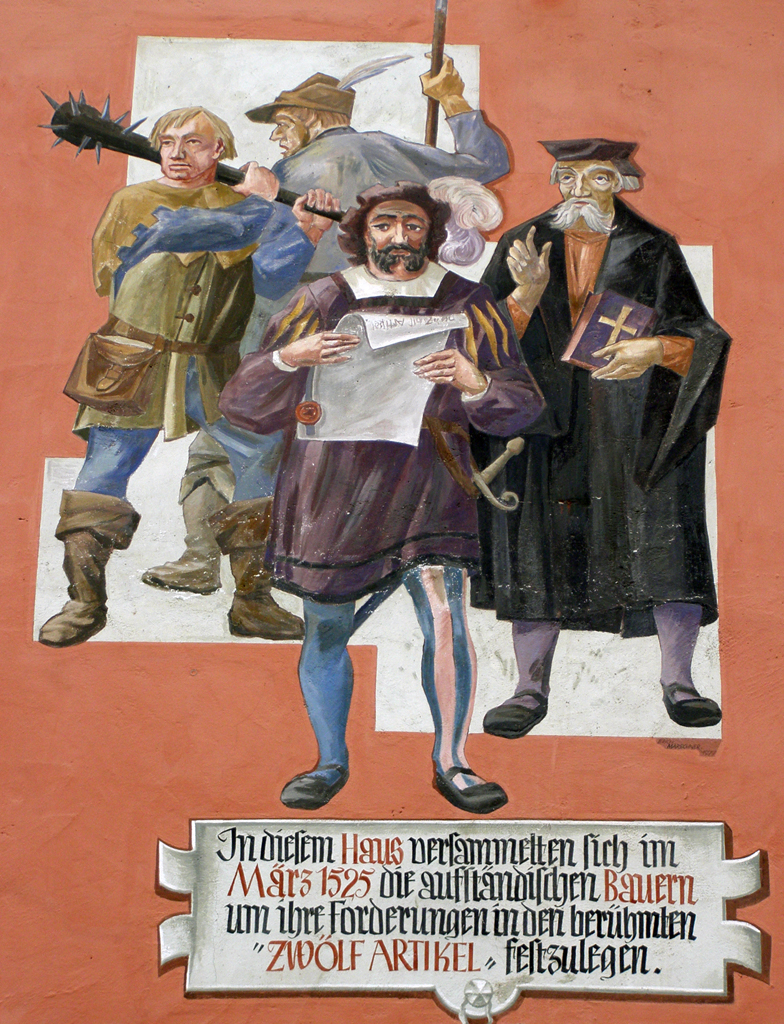
Muurschildering op het Krämerhaus (koopliedengildehuis) te Memmingen: proclamatie van de 12 Artikel in de Boerenoorlog (1525)
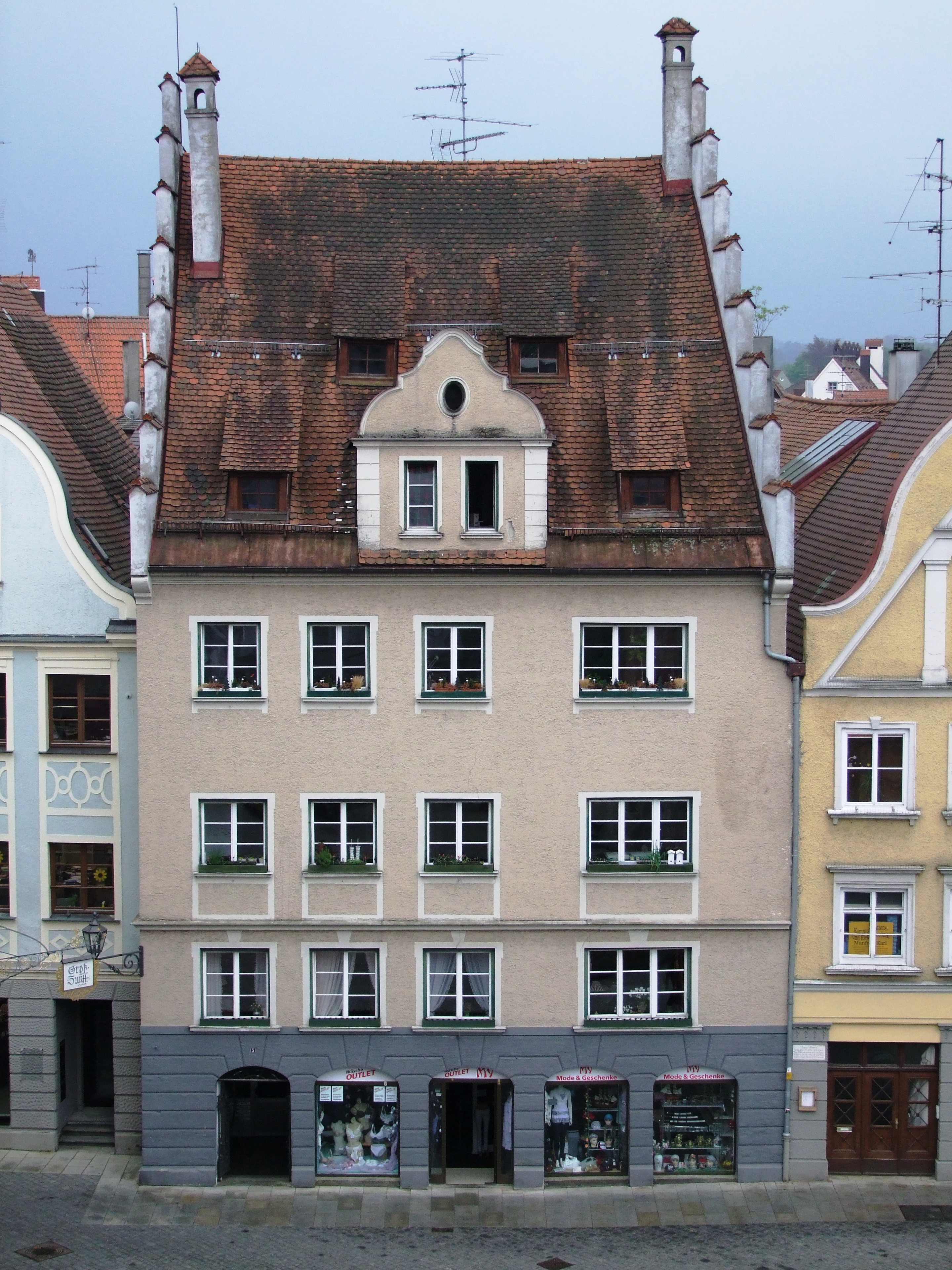
Voormalig handels- en woonhuis van de familie Vöhlin aan het marktplein van Memmingen
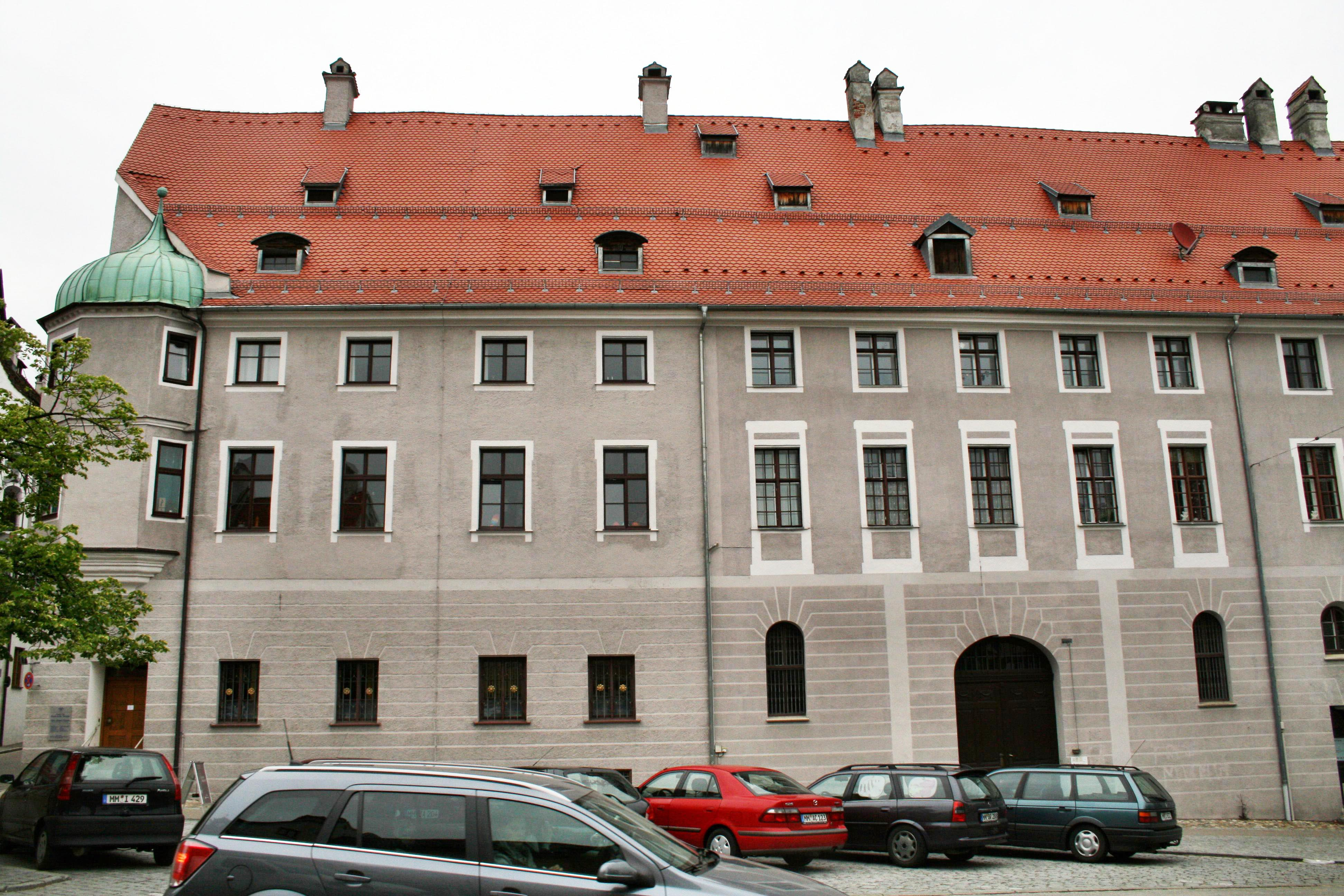
Voormalig handels- en woonhuis van de familie Fugger (de Fuggerbau) te Memmingen

Na 600 werd er op de plaats van de huidige stad een koningshof met kapel gesticht, die in handen kwamen van de Welfen.
Als Mammingin wordt de plaats voor het eerst vermeld in 1128. Omstreeks 1158 bouwde hertog Welf VI van Beieren een nieuwe burcht met een aansluitende nederzetting. Vermoedelijk kreeg deze nog in 1158 stadsrechten. De Hohenstaufen verwierven de stad in 1191.
In 1214 werd het Antonieters-klooster (in Memmingen „Antonier“) gesticht. Na de dood van de Hohenstaufer koning Konradijn in 1268 verviel de stad aan het Rijk. In 1286 verleende koning Rudolf aan Memmingen een verbeterd stadsrecht, alsmede de status van Vrije Rijksstad (reichsunmittelbar, dus alleen aan de keizer zelf onderworpen) en een verdere uitbreiding volgde in 1296 door koning Adolf.
Zoals in veel andere Duitse steden sloeg de Zwarte Dood, de grote pestepidemie, in 1348 toe. De Joden in de stad werden ook in Memmingen als zondenbok beschouwd, en in november 1348 vond een pogrom tegen hen plaats. Sedertdien was het voor Joodse kooplieden eeuwenlang slechts af en toe mogelijk, vaak tegen extra belastingbetaling, in de stad te verblijven of zaken te doen. In de 14e en 15e eeuw werd de, tot plm. 1550 door de handel bloeiende, stad nog uitgebreid en van een nieuwe ommuring met poorten en torens voorzien. In 1475 werd de Einlaß of Einlass gebouwd. Dit was een speciale poort, waardoorheen men 's nachts, als de andere stadspoorten gesloten waren, tegen extra betaling en na extra controle op smokkelwaar e.d., de stad kon binnengaan.
Reeds vroeg, in 1480, twee jaar na de oprichting van een papiermolen, werden in Memmingen boeken gedrukt. Een uit Duderstadt afkomstige leerling van Johannes Gutenberg met de naam Albrecht Kunne drukte er incunabelen.
De Reformatie is vrij vroeg, nog vóór 1529 ingevoerd; sedertdien is de meerderheid van de christenen in de gemeente evangelisch-luthers. In 1525 was Memmingen één der brandpunten van de Duitse Boerenoorlog. In de stad werden in maart van dat jaar de Twaalf Artikelen opgesteld, een eisenpakket van de opstandelingen. Uitvoerige informatie hierover is te vinden op de Duitse Wikipedia, zie: Zwölf Artikel.
Een oorspronkelijk uit Sankt Gallen afkomstige familie met de naam Vöhlin was vanaf het eind van de 13e tot plm. 1490 actief in de internationale handel, en ook in het kredietwezen. Het huis Vöhlin ging te Augsburg en te Neurenberg in het midden van de 15e eeuw samenwerken met het (verzwagerde) geslacht Welser. Dit leidde tot het ontstaan van een met dat van de bekendere Fuggers concurrerend, internationaal belangrijk, handelsnetwerk. Overigens blijkt uit het feit, dat ook de Fuggers een handelshuis in de stad bezaten, dat Memmingen in de late middeleeuwen een belangrijke handelsstad was.
Mede door politieke ontwikkelingen elders, o.a. door de in die tijd beginnende godsdienstoorlogen, brak voor Memmingen na omstreeks 1550 een periode van economische achteruitgang aan.
In de Dertigjarige Oorlog (1618-1648) verbleef Albrecht von Wallenstein van juni tot september 1630 met een grote hofhouding te Memmingen; hij logeerde in de Fuggerbau. In 1632 en 1634 was Memmingen korte tijd in handen van Zweedse troepen.
In 1702 veroverden troepen uit Beieren op bevel van keurvorst Maximiliaan II Emanuel van Beieren enige steden, waaronder Ulm en Memmingen. Deze veroveringstocht wordt als onderdeel van de Spaanse Successieoorlog beschouwd. Maximiliaan II wilde zijn, in de 17e eeuw politiek uitgeholde, status van keurvorst opwaarderen tot die van koning, in navolging van zijn collega uit Pruisen, en was uitgetreden uit het Heilige Roomse Rijk. In 1704 werd Maximiliaan echter in de Slag bij Blenheim verslagen, en daarna in de rijksban gedaan, en voor Memmingen trad de status quo ante in.
In de Reichsdeputationshauptschluss van 25 februari 1803 wordt in paragraaf 2 de inlijving bij het keurvorstendom Beieren vastgesteld. In 1805 werden op bevel van de Fransen vijf stadstorens geslecht. De andere verdedigingswerken mochten blijven bestaan.
De stad had ook een territorium van uiteindelijk twaalf dorpen. Het gasthuis had deze sinds 1398 in eigendom verworven, maar volgens een regeling uit 1365 verzorgde de stad het wereldlijk bestuur van de goederen van het gasthuis. Het bestuur over de dorpen was na een overeenkomst met de Oostenrijkse landvoogdij in Zwaben in 1749 volledig in handen van de stad.